# 김태근 (야구 선수)
김태근(1996년 8월 10일 ~ )은 KBO 리그 삼성 라이온즈의 외야수이다.

## 두산 베어스시절
2019년에 입단하였다. 2019년 8월 31일 삼성 라이온즈와의 경기에 출전하며 데뷔 첫 경기를 치렀고, 경기에서 페르난데스 대주자로 1득점을 기록하였다.

## 삼성 라이온즈시절
2025년에 입단하였다.

## 출신 학교
- 서울광진초등학교
- 건대부중
- 배명고등학교
- 건국대학교